# Rhacophorus malabaricus
Ếch lượn Malabar hay ếch bay Malabar (danh pháp khoa học: Rhacophorus malabaricus) là một loài ếch cây thuộc họ Rhacophoridae được tìm thấy ở Tây Ghats, Ấn Độ.
Thuật ngữ ếch "lượn" đề cập đến khả năng của loài này lướt bằng cách kéo giãn lớp màng giữa các ngón chân của chúng khi thực hiện cú nhảy xuống từ các ngọn cây. Nó có thể thực hiện cú nhảy kiểu lượn từ 9–12 m, tối đa là khoảng 115 lần chiều dài của nó.